# Francesco Testa

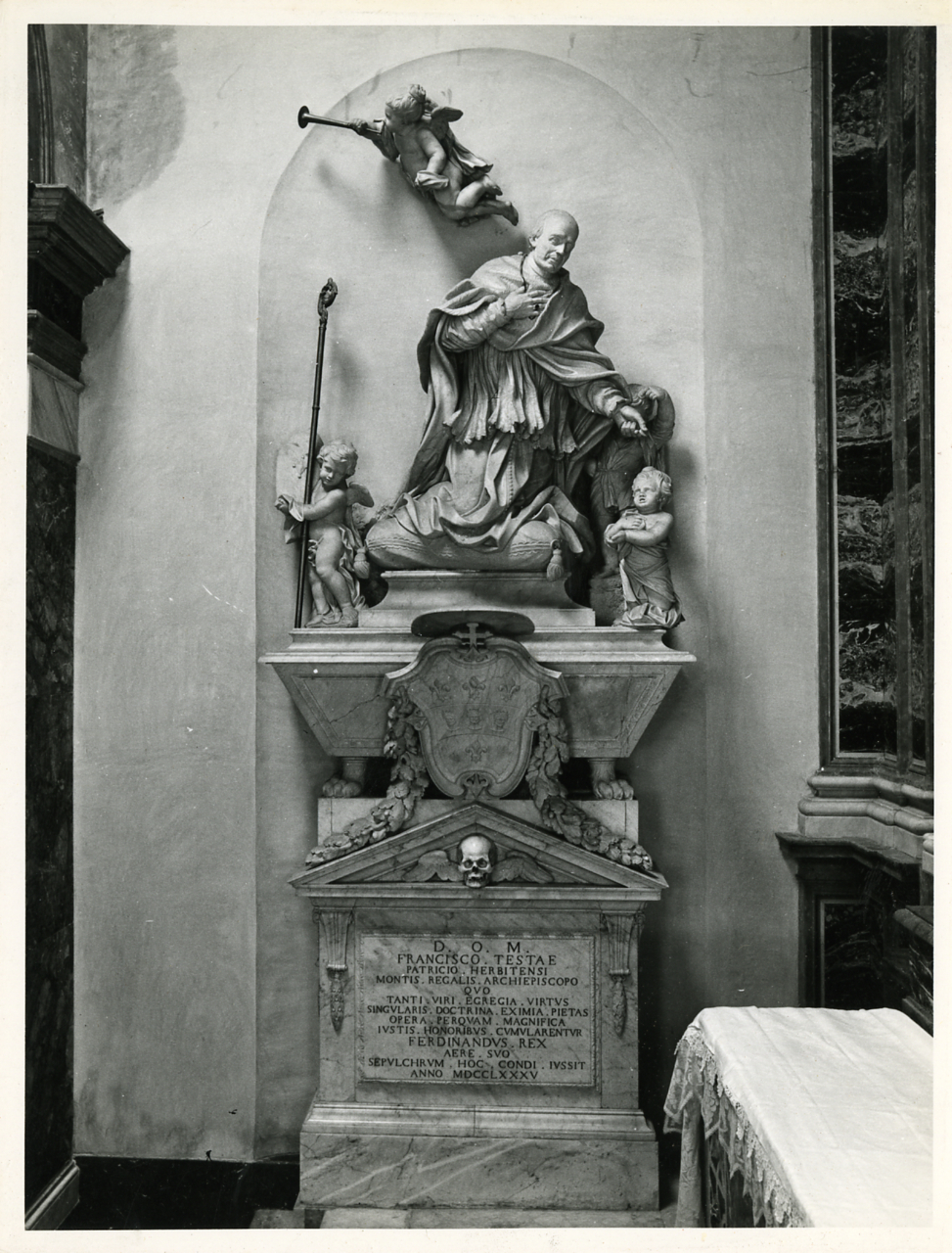
Graftombe in de kathedraal van Monreale, Sicilië

Francesco Testa (Nicosia, 11 mei 1704 – Monreale, 17 mei 1773) was een rechtsgeleerde en Rooms prelaat in het koninkrijk Sicilië. 
Hij was bisschop van Syracuse en nadien aartsbisschop-heer van Monreale, alsook grootinquisiteur voor heel Sicilië. 
Zijn carrière was gewijd, reeds voor zijn episcopaat, aan het uitvoeren van de hervormingen van koning Karel V van Sicilië, de latere Karel III van Spanje. Testa steunde diens plannen van verlicht despotisme. Testa’s beleid was anti-jezuïtisch en anti-vrijmetselarij in het kader van de Verlichting.

## Levensloop
Testa’s ouders waren Giuseppe Testa en Elisabetta Falco uit een familie van handelaars in Nicosia gelegen in Centraal-Sicilië. Hij was de oudste zoon. Samen met zijn jongere broer Alessandro studeerde hij rechtsgeleerdheid bij de Theatijnen in Palermo. Aan de universiteit van Catania behaalde hij in 1724 het diploma van jurist in de beide rechten. Nadien reisde hij door de grote steden van Italië voor zelfstudie. 
Bij zijn terugkeer in Sicilië nam hij de handelszaak van zijn vader niet over, maar gaf deze door aan zijn jongere broer Alessandro, die voorbestemd was voor een kerkelijke carrière. In de plaats daarvan startte Testa een carrière in de Roomse Kerk. In 1731 werd hij tot priester gewijd en in 1735 werd hij kanunnik in het kapittel van de kathedraal van Palermo. De jonge kanunnik werd benoemd tot kerkelijk rechter (1737); hij zetelde zowel in het Tribunaal van de Consistorie als in het Tribunaal van het Heilig Koninklijk Geweten. Hij publiceerde juridische essays.
Van bij de troonsbestijging (1735) van koning Karel V van Sicilië, de latere Karel III van Spanje, steunde Testa de hervormingen van deze verlichte despoot. De ideeën van de Verlichting vonden in Testa een grote aanhanger. Zijn standpunten ter ondersteuning van de privilegies der Siciliaanse adel – Testa zelf was niet van adel – vielen bij hen in goede aarde. De kanunnik-rechter was een veel gevraagd spreker op de paleizen van edellieden in en rond Palermo. Ze lieten hem met de koets ophalen om voor hen juridische lezingen te geven. Van 1741 tot 1743 wijdde Testa zich aan de publicatie van juridische teksten die nodig waren in het beleid van koning Karel V. Deze heten de Capitula Regni Siciliae. De rol van de magistratuur heeft hij hierin verduidelijkt. Zijn publicatie wekte de ergernis op van alle kloosterorden want dezen kregen een ondergeschikte rol in de Verlichtingspolitiek.
Vanaf 1744 werkte Testa voor de Inquisitie van het koninkrijk Sicilië. In 1744 was dit aanvankelijk als fiscaal jurist. Hier decreteerde hij wat met de inbeslaggenomen goederen moest gebeuren. De inquisitie was evenwel als instelling op de terugweg. In 1754 werd Testa grootinquisiteur van Sicilië. Zelf schreef Testa dat hij zijn ambt bij de Inquisitie zag als er een van vaderlijke bezorgdheid en niet een van vervolging.
Testa zetelde meerdere malen als afgevaardigde in het parlement van Sicilië. Hij had een zitje op de bank der geestelijken. In 1745 schreef hij als afgevaardigde een verslag over wat er in Messina gebeurd ten tijde van de pestepidemie in 1743.

### Bisdom Syracuse
In 1748 kreeg kanunnik-kerkelijk rechter Testa een bevordering tot bisschop van Syracuse, in opvolging van de afgetreden Matteo Trigona. Tijdens zijn episcopaat 1748-1754 voerde Testa een aantal hervormingen door die hij later in Monreale grootser zou uitvoeren. Het ging om een onderwijshervormingen en steun aan literatuur en poëzie. De kathedraal van Syracuse liet hij restaureren. Tevens was hij koninklijk inspecteur (visitator) voor alle kerken in Catania en op Malta. In Catania bemoeide hij zich met de restauratie van de kathedraal.

### Aartsbisdom en heerlijkheid Monreale
In 1754 volgde zijn bevordering tot aartsbisschop van Monreale, in hetzelfde jaar dat hij grootinquisiteur werd. Met de kerkelijke benoeming in Monreale werd Testa tegelijkertijd heer van Monreale. Hij trof dit bisdom en deze stad ingeslapen aan. Zijn beleid in bijna twintig jaar episcopaat in Monreale vatte hij samen als het op orde brengen van le anime, le estrade e le acque, ofwel de geesten, de wegen en de wateren.
- De geesten. Vooreerst hervormde Testa het priesterseminarie en niet alleen het gebouw. Het bestaande onderwijs ging op de schop. In de plaats trok hij nieuwe docenten aan, veelal van jansenistische signatuur; hij eiste discipline van de jonge priesters en verplichtte hen te studeren. Docenten die jezuïeten en vrijmetselaars steunden, stuurde hij weg. Vervolgens hervormde hij het parochieleven: er kwamen scholen voor arme kinderen, weeskinderen en straatkinderen. Hij liet de catechismus in het Siciliaans dialect vertalen aangezien niemand van hen Italiaans sprak. Hij richtte een systeem van verklikking op waarbij de parochies aan hem moesten meedelen welke personen zich schuldig maakten aan overspel, bigamie en echtscheiding. Hij stelde dat de parochies de ‘ogen’ van de bisschop moesten zijn. Moeders mochten thuis aan hun kinderen geen fabels meer vertellen maar Bijbelse passages. Hij steunde de anti-jezuïetenstrijd van minister Bernardo Tanucci; zelf hield Testa zich bezig met de bezittingen van jezuïeten die Sicilië geconfisqueerd had. Testa was een aanhanger van de Verlichting maar niet de Verlichtingsidealen zoals vrijmetselaars ze uitdroegen; zo zette hij als grootinquisiteur het populaire boek Riflessioni politiche op de Index van verboden boeken van de Roomse Kerk. Markies Natale, de auteur, bleef evenwel aan invloed winnen dankzij dit verboden boek.
- De wegen. Testa klopte de stadspoorten uit en liet wegen naar Monreale aanleggen. Met name de weg tussen Monreale en Palermo werd een brede dreef afgezoomd met bomen; hier en daar stonden standbeelden en fonteinen. Voor Monreale had hij een urbanisatieplan. De stad werd een grote bouwwerf. Toen er hongersnood uitbrak, kocht Testa systematisch meel voor hen, omdat hij schrik had dat de bouwvakkers anders zouden weglopen van honger. De kathedraal van Monreale geraakte zo gerestaureerd. Aan het hoogaltaar liet hij zilveren versieringen inkloppen met zilver afkomstig van de Pauselijke Staat. Ook kloosters liet hij herbouwen.
- De wateren. Testa legde een waterleiding aan tot in de stad, waarbij marmeren fonteinen ter verfraaiing verrezen. Doch ook de irrigatie van de wijngaarden buiten Monreale liet hij aanleggen met hulp van ingenieurs hydraulica. Testa bemoeide zich ook met de snoeiwijze van de druiventrossen.

Testa was een kunstverzamelaar. Door hem werd de kunstcollectie van het aartsbisschoppelijk paleis uitgebreid. 
Na zijn dood in 1773 was het uitzicht van de stad Monreale grondig veranderd.
Testa kreeg een monumentale graftombe in de kathedraal van Monreale. 
De aartsbisschoppelijke troon bleef drie jaar vacant (1773-1776). Het had te maken met de fusie van de aartsbisdommen Monreale en Palermo. In 1776 volgde Sanseverino hem op als aartsbisschop van Palermo & Monreale.